# Ітамар Бен-Аві
Ітамар Бен-Аві (івр. איתמר בן-אב"י; при народженні Бен-Ційон Бен-Єгуда (בן-ציון בן-יהודה); 31 липня 1882, Єрусалим — 8 квітня 1943, Нью-Йорк) — перший носій івриту періоду сучасності. Журналіст і сіоністський активіст.

## Біографія

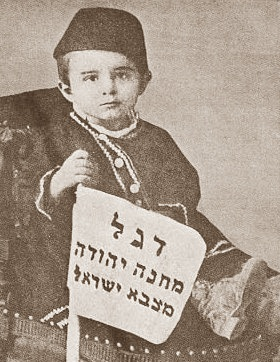
Ітамар Бен-Аві в дитинстві

Бен-Ційон Бен-Єгуда народився в Єрусалимі 31 липня 1882 року, у сім'ї Девори та Еліезера Бен-Єгуди. Він виховувався як перший носій івриту сучасності. Еліезер наполягав, щоб хлопчик міг чути вдома тільки іврит. Йому не дозволяли гратися з іншими дітьми, адже вони розмовляли різними мовами, не івритом. Хлопчик дружив із собакою, яку назвав Магер (англ. מהר; «швидкий»). Сім'я була відсторонена від ультраортодоксальної спільноти через використання івриту як повсякденної мови. Релігійна спільнота сприймала це святотатством, оскільки вважала іврит мовою Тори та молитов, а не для «пустої балаканини».
1891 року від туберкульозу померла матір, а невдовзі й троє його братів і сестер померли від епідемії дифтерії. Після смерті Девори батько одружився з її молодшою сестрою, письменницею Хемдою Бен-Єгудою (ім'я при народженні Бейла Йонас), тож тітка Бен-Ційона стала його мачухою. Хлопець змінив ім'я після смерті матері на «Ітамар», оскільки саме це ім'я батьки спершу хотіли йому дати. Ім'я «Ітамар» означає «острів фініків» і походить від слова «тамар» (івр. תמר, фінік або пальма), яке є символом сіонізму. Прізвище він змінив на «Бен-Аві». «Аві» (івр. אב"י) — це абревіатура від «Еліезер Бен-Єгуда» (ЕБЄ) (івр. אליעזר בן-יהודה); на івриті), що також означає «мій батько», тому Бен-Аві буквально означає «син мого батька», «син ЕБЄ».
У 19 років Бен-Аві поїхав до Європи, де навчався в університетах у Парижі та Берліні. Він повернувся до Палестини 1908 року як журналіст, приєднавшись до свого батька в редагуванні та написанні газет івритом.
Бен-Аві одружився з Лією Абушедід (івр. לאה אבושדיד; 1889—1982), з багатої єврейсько-марокканської родини Єрусалиму. Бен-Аві познайомився з нею, коли йому було 23, а їй 16 років. Батьки Лії не схвалювали це залицяння через погане фінансове становище, ашкеназьке походження та різницю у віці. Сподіваючись переконати батьків, він публікував у газеті «Га-Ор» вірші, в яких освідчувався у своїй любові до Лії. Тільки через три роки, коли він опублікував вірш про самогубство, вони змирилися і дозволили шлюб. 1914 року, після двох років переговорів про шлюбний контракт, пара одружилася. У них було три дочки: Дрор-Ейлат (1917—1921), Дрора (1922—1981) та Ріна (1925—2016). Дрора і Ріна стали ведучими новин на радіо.
1919 року він заснував єврейську щоденну газету під назвою «Доар-га-Йом» (букв. «Щоденна пошта») і керував нею до 1929 року. Крім того, він був сіоністським активістом у Бней-Біньямін (івр. בְּנֵי בִּנְיָמִין, букв: «сини Біньяміна») і Єврейському національному фонді. Він був емісаром Єврейського національного фонду в різних країнах. Разом з Оведом Бен-Амі він допоміг зібрати кошти для заснування міста Нетанья.
1939 року, коли його фінансове становище погіршилося і в пошуках постійного доходу, Бен-Аві поїхав до Сполучених Штатів, щоб зайняти посаду представника Єврейського національного фонду в Нью-Йорку. 1943 року він помер там у віці 60 років, за п'ять років до створення Ізраїлю. Тіло повернули до Палестини в 1947 році і поховали на Оливковій горі в Єрусалимі.

## Журналістика та літературна кар'єра

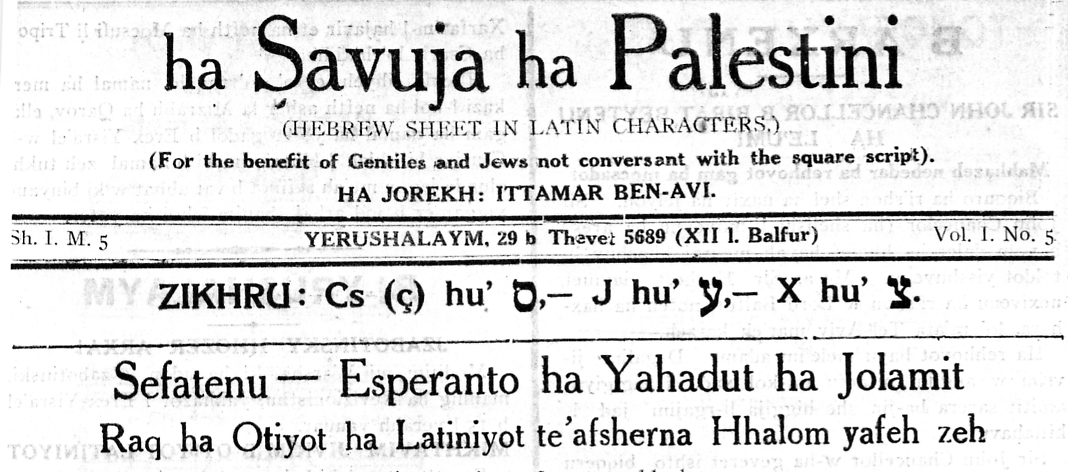
«Ha Şavuja ha Palestini» (השבוע הפלשתיני, сучасна транслітерація: «ha-Shavua ha-Palestini», «Га-Шавуа Га-Палестіні») (11 січня 1929)

З 1920 по 1933 рік він був головним редактором і журналістом «Доар-га-Йом», тодішнього єврейського близнюка британської «Дейлі мейл». У своїх численних публікаціях у «Доар-га-Йом» він також виступав за широке використання міжнародної мови есперанто.
Бен-Аві був прихильником латинізації івриту. Він віддав перевагу латинській абетці, повному алфавіту з голосними літерами, а не традиційній староєврейській абетці, з приголосною орфографією івриту (з обмеженою кількістю matres lectionis) із використанням «квадратних ассирійських літер». Староєврейська система письма датується від часів писаря Ездри, 500 р. до н. е.
Бен-Аві написав біографію свого батька під назвою «Аві» («Мій батько»), яку надрукував власним вигаданим варіантом староєврейського алфавіту з використанням латинських літер та деяких їхніх варіацій. Він був головним редактором двох тижневиків, написаних реформованим латинським шрифтом, — «Га-Шавуа Га-Палестіні» («Тиждень Палестини», 1928) та «Дрор» («Свобода», 1934).

## Виноски
1. 1 2 3 4  Bibliothèque nationale de France BNF: платформа відкритих даних — 2011.
2. ↑  SNAC — 2010.
3. 1 2  Catalog of the German National Library
4. ↑  Чеська національна авторитетна база даних
5. 1 2 3 4 5  First Boy to Be Raised Speaking Modern Hebrew Dies. Архів оригіналу за 27 серпня 2017. Процитовано 15 січня 2022.
6. ↑  Itamar Ben-Zion Ben-Avi. Архів оригіналу за 15 січня 2022. Процитовано 15 січня 2022.